# Альошиха
Альо́шиха (рос. Алёшиха) — селище у складі Краснощоковського району Алтайського краю, Росія. Входить до складу Верх-Комишенської сільської ради.

## Населення
Населення — 74 особи (2010; 114 у 2002).
Національний склад (станом на 2002 рік):
- росіяни — 92 %